# تپه دیونه ۱۱
تپه دیونه ۱۱ مربوط به دوره اشکانیان - سده‌های اولیه، میانه و متاخر دوران‌های تاریخی پس از اسلام است و در شهرستان کبودرآهنگ، بخش گل تپه، دهستان گل تپه، روستای اینانلو واقع شده و این اثر در تاریخ ۷ اسفند ۱۳۸۶ با شمارهٔ ثبت ۲۱۵۹۲ به‌عنوان یکی از آثار ملی ایران به ثبت رسیده است.